# Никола Радоня
Никола Радоня (на сръбски: Никола Радоња) от рода Бранковичи е сръбски властел от XIV век. В историческите извори е срещан също и с имената Радохна, Роман и Герасим.

## Биография
Никола е най-големият син на севастократор Бранко Младенович. Получава титлата „кесар“ и владее земи около Сяр.
След като съпругата му Елена умира заедно с двете им дъщери много млади (вероятно при чумна епидемия), Никола се оттегля от светския живот и се замонашва под името Герасим. Това се случва след есента на 1364 г. още докато баща му е жив. Благодарение на неговото влияние по-малкият му брат Вук Бранкович става първият сръбски феодал придобил ктиторски привилегии в Хилендарския манастир след падането на Сърбия под османска власт. След смъртта на брат му Никола пренася тленните му останки и ги погребва в манастира Свети Павел в Света гора. Самият той след като почива на 3 декември 1399 г. също е погребан на това място.

## Семейство
Никола Радоня има брак с Елена, сестрата на Иван Углеша Мърнявчевич и на Вълкашин; от която има две дъщери, починали млади.